# دار مان
دار مان (بالإنجليزية: Dhar Mann) من مواليد 29 مايو 1984

 رجل أعمال أمريكي ومنتج أفلام قصيرة، اشتهر بشركة إنتاج الفيديو الخاصة به، استوديوهات دار مان (بالإنجليزية: Dhar Mann Studio)، التي تنتج أفلامًا قصيرة لمنصات التواصل الاجتماعي مثل يوتيوب و‌فيسبوك، تستهدف الأفلام جمهورًا شابًا وتتميز عادةً بمنعطف في الأحداث للحياة اليومية وفيها يُعلم بطل الرواية درسًا أخلاقيًا ويتابعة ملايين من الناس حول العالم ويحصد على عدد مشاهدات على منصات التواصل الأجتماعي وتقدر المشاهدات بالمليارات.

## النشأة
وُلد دارميندر مان في 29 مايو 1984 لسوريندر مان وبالجيت سينغ مان، اللذين هاجرا من الهند إلى الولايات المتحدة، يمتلك مانز فريندلي كاب، وهي شركة تشغيل سيارات أجرة مقرها في أوكلاند كاليفورنيا، ومنذ عام 1980 امتلكوا العديد من الشركات العقارية المحلية.

## استوديوهات دار مان
في عام 2018، أسس مان شركة إنتاج فيديو اسمها دار مان ستوديوز. ينتج الاستوديو أفلامًا لمنصات التواصل الاجتماعي مثل يوتيوب. عندما بدأ مان في نشر مقاطع الفيديو على يوتيوب في عام 2018، اشتمل إنتاجه على مقاطع فيديو تحفيزية، ثم حول التركيز لاحقًا إلى المسرحيات الأخلاقية. في عام 2021، بدأ مان عقدًا مع وكالة Creative وكالة الفنانين (بالإنجليزية: Artists Agency) وأطلق تطبيقًا للهاتف المحمول حيث يمكن للمستخدمين مشاهدة مقاطع الفيديو التي أنتجها الاستوديو الخاص به.
وصف ملف شخصي لمان في صحيفة نيويورك تايمز مقاطع الفيديو الخاصة به على يوتيوب بأنها «روايات في الوقت المناسب» على غرار «عروض ما بعد المدرسة الخاصة في الثمانينيات والأفلام التعليمية القصيرة في الخمسينيات»، مشيرًا إلى غالبًا ما تكون فلسفة أخلاقية «رقيقة ومطلقة» وعناوين صارخة. أطلق مان على هذه الفيديوهات «الشعور بالسعادة» والتي تهدف إلى «تشجيع الناس على أن يكونوا لائقين مع بعضهم البعض».
احتلت مان المرتبة الثانية في قائمة أفضل 10 منشئي محتوى رسميًا في الولايات المتحدة على يوتيوب لعام 2021، بحلول ديسمبر 2021، تمت مشاهدة فيلمه القصير عن التوحد 45 مليون مرة وساعد في جمع الأموال لمنظمة أبحاث التوحد. كان الفيلم في قائمة أفضل 10 مقاطع فيديو رائجة لعام 2021 أعلن عنها موقع يوتيوب. اعتبارًا من سبتمبر 2022، جمعت القناة 17 مليون مشترك و9.2 مليار كمجموع مشاهدات.

## روابط خارجية
- الموقع الرسمي
- دار مان في قاعدة بيانات الأفلام على الإنترنت